# Девојка са Биокова
„Девојка са Биокова” је југословенски кратки филм из 1975. године. Режирао га је Стјепан Чикеш а сценарио је написао Милан Крсмановић.

## Улоге
| Глумац          | Улога |
| --------------- | ----- |
| Злата Нуманагић |       |
| Миња Војводић   |       |